# Marco Köller
Marco Köller (* 25. Juni 1969 in Ost-Berlin) ist ein ehemaliger deutscher Fußballspieler. Ende der 1980er-Jahre galt der Verteidiger als eines der größten Talente des DDR-Fußballs. Er konnte nach der Wende wegen gesundheitlicher und persönlicher Schwierigkeiten nicht mehr an die vorherigen Erfolge anknüpfen. Er beendete nach einigen wenigen Spielen in der 2. Bundesliga 1991 seine Profilaufbahn.

## Sportliche Laufbahn

### Gemeinschafts-, Club- und Vereinsstationen
Köller wechselte innerhalb Berlins 1981 vom 1. FC Union Berlin in die Nachwuchsabteilung des späteren DDR-Rekordmeisters BFC Dynamo, nachdem er das Fußballspielen bei der BSG Akademie der Wissenschaften und der BSG Turbine Treptow begonnen hatte. Bereits in seinem letzten Jahr als Spieler der Juniorenoberligamannschaft wurde er im Spätsommer 1986 im Männerfußball in der BFC-Reserve in der zweitklassigen Liga eingesetzt, die in diesem Spieljahr nach ihrem Vorjahrestaffelsieg erneut in der Spitzengruppe des Teilnehmerfeldes auftauchte.
Als Belohnung für seine gute Form in der 2. Mannschaft und vor allem in den Auswahlmannschaften des DFV wurde er bereits als 17-jähriges Talent in der Saison 1986/87 in der Oberligaelf des BFC Dynamo aufgeboten. Er debütierte beim 4:0-Auswärtssieg der Weinroten beim FC Carl Zeiss Jena am 18. Oktober 1986 im ostdeutschen Oberhaus. Bis zum Herbst 1989 absolvierte er 67 Partien für den in der höchsten Spielklasse der DDR spielenden Club, mit zwei erzielten Toren in der Saison 1988/89.
Mit dem Serienmeister BFC spielte er im Europapokal (acht Spiele ohne Tor) gegen einige der großen europäischen Vereine. Köller zählte aufgrund seiner Klasse schon zum erweiterten Kreis der A-Nationalmannschaft. Aber es zeigten sich bereits die Gründe für sein späteres Scheitern: Er fiel durch hohen Alkoholkonsum, geringe Disziplin und wenig Trainingsfleiß auf, weshalb ihn der Trainer des BFC Dynamo für einige Spiele in die 2. Mannschaft verbannte. Es zeigten sich ebenfalls erste chronische Verletzungssorgen, beispielsweise Schmerzen in den Füßen.
Im Herbst 1989 flüchtete er noch vor dem Mauerfall in die Bundesrepublik. Dort erhielt  er zur Saison 1990/91 einen Vertrag beim Zweitligisten MSV Duisburg. Nach drei Spieltagen fiel er wegen einer Verletzung für sechs Wochen aus, und nach weiteren vier Spielen brach seine Fußverletzung endgültig wieder durch. Köller versuchte dem Frust mit Alkohol und Glücksspielen zu entfliehen und ging durch die hohen Verluste pleite. Nach einem Eklat bei der Duisburger Weihnachtsfeier 1990 – er schlug den Geschäftsführer der Meidericher, Dirk Keiper, unter Alkoholeinfluss nieder – verließ er im März 1991 Duisburg Richtung Berlin und beendete damit seine Laufbahn als Leistungsfußballer. Mitte der 1990er-Jahre spielte er für den SV Bau-Union Berlin in den Berliner Kreisligen B und A.

### Auswahleinsätze
Mit der DDR-Jugendauswahl nahm er 1985 an der U-16-EM in Ungarn teil, bei dem die Elf den 4. Platz belegte. Wegen seiner guten Leistungen im BFC-Nachwuchs und in den anderen Auswahlteams wurde er 1986 als einer der jüngsten Spieler des Kaders bereits in die DDR Juniorennationalelf berufen und im Herbst des 1986 für die Junionren-EM in Jugoslawien nominiert, die die DDR, da als U-19 antretend, um Matthias Sammer und Rico Steinmann für sich entscheiden konnte. Für das Fachblatt fuwo war Köller „[D] i e Entdeckung der Endrunde! (...) Das Endspieltor krönte seine durchweg ausgezeichneten Leistungen.“
Bei den Welttitelkämpfen 1987 wurde er, in allen sechs Partien am Ball, mit der DDR-U-20 Dritter bei der Junioren-WM. Zu seinen Auftritten in Chile urteilte die fuwo wie folgt: „Schwach beginnend, dann sich immer mehr steigernd, weil er durch den Turnierrhythmus seine ganze Kraft in die Spiele steckte und sich nicht ablenken ließ.“ Bis zum Wendesommer 1989 wurde  Köller fünfmal in der DDR-Olympiaelf und ebenso fünfmal im DDR U-21-Team eingesetzt.

### Erfolge
- DDR-Meister: 1987, 1988
- DDR-Vizemeister: 1989
- FDGB-Pokalsieger: 1988, 1989
- U-18-Europameister: 1986
- U-20-WM-Dritter: 1987

## Weiterer Werdegang
Nach seiner Rückkehr nach Berlin arbeitete er Anfang der 1990er-Jahre auf dem Bau und als Landschaftsgärtner. Wegen Fahrens ohne Führerschein und unter Alkoholeinfluss wurde er zu einer Bewährungsstrafe verurteilt. Zudem stand er wegen einer Kneipenschlägerei vor Gericht. Im Jahr 2025 lebte er in der Schweiz.